# Kara-Khitans
1124–1218
Entités précédentes :
- Dynastie Liao
- Qarakhanides
- Royaume ouïghour de Qocho
- Sogdiane
- Empire seldjoukide

Entités suivantes :
- Empire Mongol

Les Kara-Khitans ou Qara Khitaï (chinois simplifié : 哈剌契丹 ; chinois traditionnel : 喀喇契丹 ; pinyin : Kālā Qìdān ou chinois : 黑契丹 ; pinyin : Hēi Qìdān ; litt. « Khitans noirs »), aussi connus sous le nom de Liao de l'Ouest (mongol : Хар Хятад, Khar Khyatad, chinois traditionnel : 西遼 ; pinyin : Xī Liáo), et dont le nom officiel est Grand Liao (chinois traditionnel : 大遼 ; pinyin : Dà Liáo),, est un empire d'Asie centrale dirigé par le clan Yelü du peuple khitan. Étant né des conséquences de la chute de la dynastie Liao, un autre empire dirigée par les Khitan, le Khanat des Kara-Khitans est un régime très largement sinisé, en particulier parmi les élites dirigeantes composées de réfugiés ayant survécu à la chute des Liao,,.
Ce Khanat est fondée par Yelü Dashi, aussi connu sous le nom d'empereur Dezong, qui prend la tête d'un groupe de Khitans fuyant le territoire de la dynastie Liao, au moment où celle-ci est en train d’être conquise par les Jürchens de la dynastie Jin. Traversant la Mandchourie avant d'arriver en Asie centrale, Dashi fonde une nouvelle dynastie, qui se veut la prolongation de la défunte dynastie Liao.
En 1211, Kütchlüg, un chef Naïman, renverse le dernier empereur des Kara-Khitans et usurpe le pouvoir. Les sources traditionnelles chinoises, persanes et arabes considèrent cette usurpation comme étant la date de la fin de la dynastie, même si l'empire lui-même ne disparait qu'avec la conquête mongole de 1218. Par la suite, une petite partie de la population Khitane dirigée par Buraq Hajib s'installe dans la province persane de Kirman, se convertie à l'islam et y établit la dynastie Qutlugh-Khanid.
Les territoires des Kara-Khitans s'étendent sur certaines parties de la Chine, du Kazakhstan, du Kirghizstan, de la Mongolie, du Tadjikistan et de l'Ouzbékistan actuels. À un moment ou l'autre de leur histoire, la dynastie des Khwarezmchahs, les Karlouks, le royaume ouïghour de Qocho, les Kankalis et les Qarakhanides ont été des États vassaux des Liao de l'Ouest.
Les sources historiographiques chinoises et musulmanes, telles que l'Histoire des Liao, ou Liao shi (chinois traditionnel : 遼史 ; chinois simplifié : 辽史 ; pinyin : liáo shǐ), considèrent que les Kara-Khitans sont une dynastie chinoise légitime, même si la portion du territoire chinois sous leur contrôle est minime,.

## Noms
Même si l'état des Kara-Khitans est un Khanat, il est fortement sinisé dans son fonctionnement et a hérité du nom dynastique de « Grand Liao »,,. C'est pourquoi les historiens chinois, coréens, japonais et vietnamiens désignent généralement cet empire sous le nom de « Liao occidental », soulignant ainsi sa continuité avec la dynastie Liao.
Le nom « Kara-Khitans » est couramment utilisé par les tribus d'Asie centrale pour désigner cette dynastie, et c'est ce terme qui est également couramment utilisé dans les travaux universitaires occidentaux. Ce terme est souvent traduit par « les Khitans noirs » en mongol, mais la signification d'origine de cette traduction n'est pas claire aujourd'hui. En mongol moderne, « Kara-Khitans » se traduit par « Хар Хятан » (Khar Khyatan).
L'expression « Khitans noirs » (黑契丹) est également utilisée en chinois, mais pour cette langue, la signification de cette expression est claire. Elle est liée à la théorie des cinq éléments, ou wuxing, selon laquelle « Qara », qui signifie littéralement “noir”, correspond à la couleur noire de la dynastie des Liao et à son élément dynastique, l'eau. Les Jürchens de la dynastie Jin appellent le Khanat “Dashi” ou “Dashi Linya”, du nom de son fondateur, afin de réduire les éventuelles prétentions des Kara-Khitans sur les anciens territoires de la dynastie Liao. Les historiens musulmans ont d'abord appelé cet État « Khitay » ou « Khitai ». Cette forme du nom « Khitan » leur vient peut-être des Ouïghours de Qocho dans la langue desquels le -n ou -ń final est devenu -y. Ce n'est qu'après la conquête mongole que le Khanat Khitan a commencé à être désigné dans le monde musulman comme étant le « Kara-Khitai » ou le « Qara-Khitai ».
Le nom « Khitan » est également à l'origine de « Cathay », nom longtemps utilisé en Europe pour désigner la Chine.

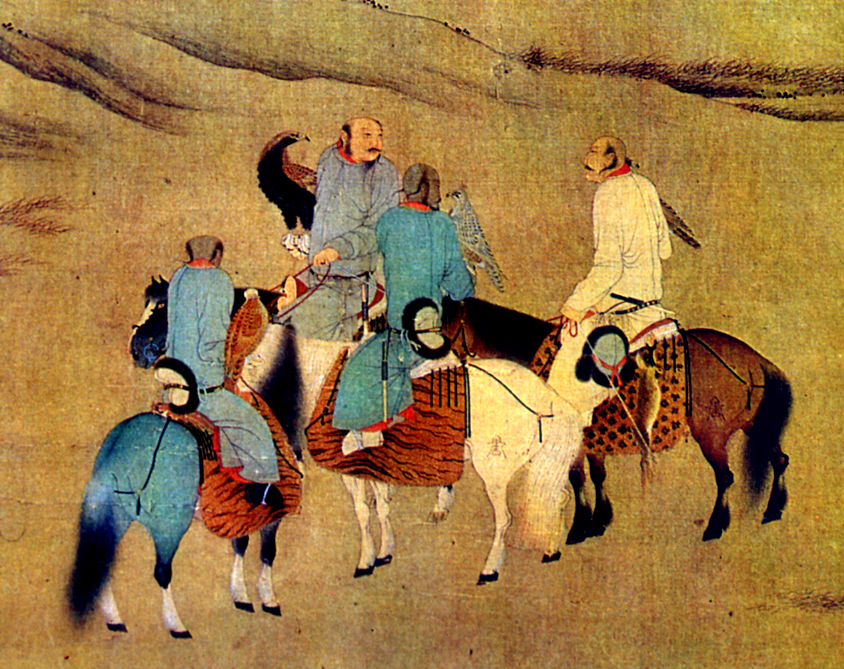
Scène de chasse représentant des Khitans vivant au Xe siècle, les ancêtres des Kara-Khitans.
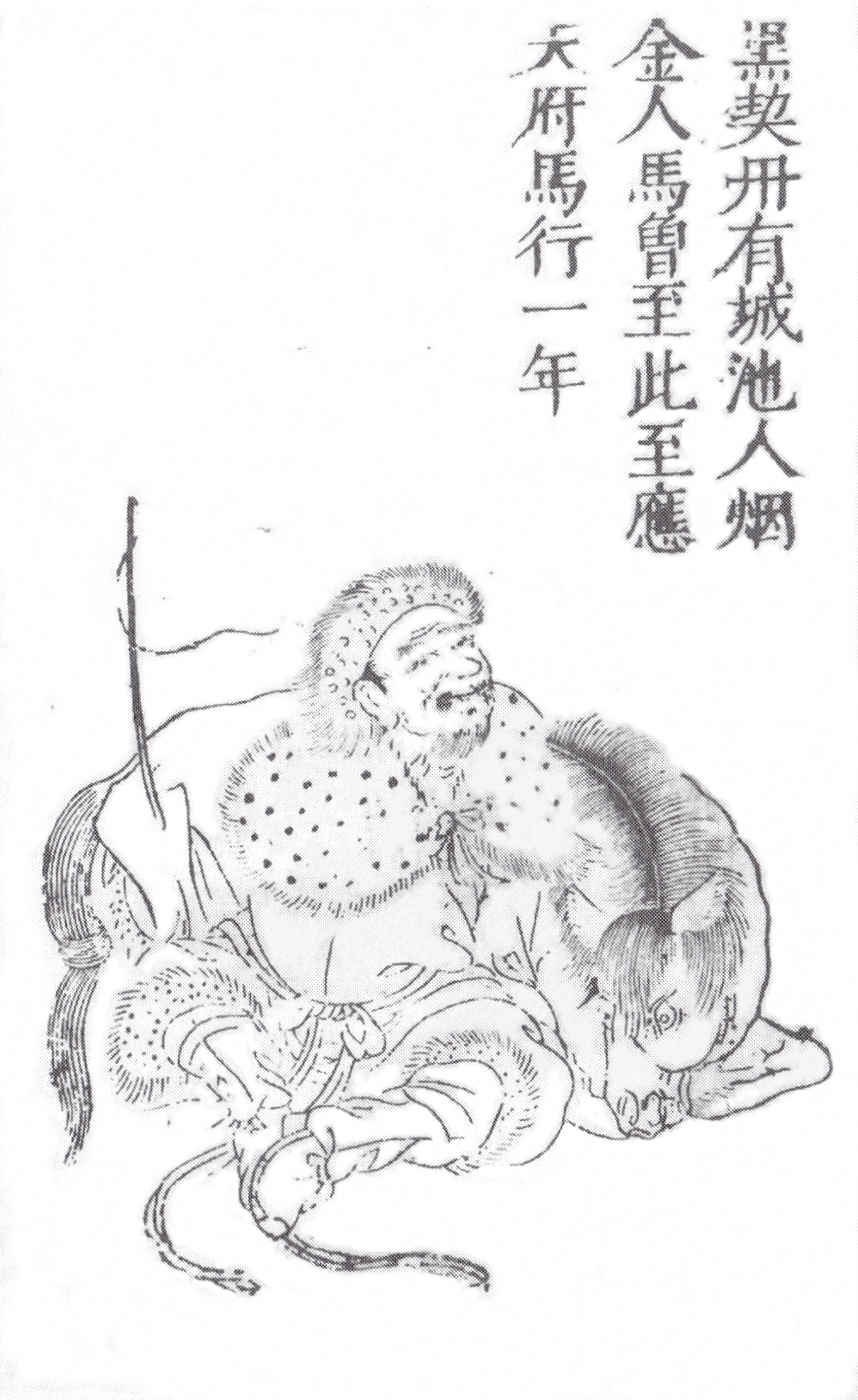
Dessin chinois représentant un « Khitan noir » (黑契丹), c'est-à-dire d'un kara-khitan, tirée du « Sancai Tuhui ».

## Histoire

### Origines
Le Khanat des Kara-Khitans, également connu sous le nom de dynastie des Liao occidentaux, est l'héritier direct de la Dynastie Liao, fondée et dirigée par les Khitans. En 1114, les Jürchens, des vassaux des Liao, se rebellent et fondent la dynastie Jin. Enchainant les victoires, ils se lancent à la conquête des territoires des Khitans et finissent par faire tomber la dynastie Liao en 1125. En 1122, deux groupes de Khitans fuient vers l'ouest pour échapper à l'invasion des Jin. L'un de ces groupes est dirigé par Yelü Dashi (chinois : 耶律大石), qui rejoint l'empereur Liao Tianzuo à la frontière du royaume des Xia occidentaux. Dashi est capturé par les Jin en 1123, qui le forcent à les conduire au camp de Tianzuo, ce qui entraîne la capture de toute la famille impériale Liao, à l'exception de l'empereur et de l'un de ses fils. Dashi rejoint ensuite Tianzuo, mais l'empereur est capturé à son tour au début de l'année 1125 et meurt à la cour des Jin en 1128.

### Fondation du khanat

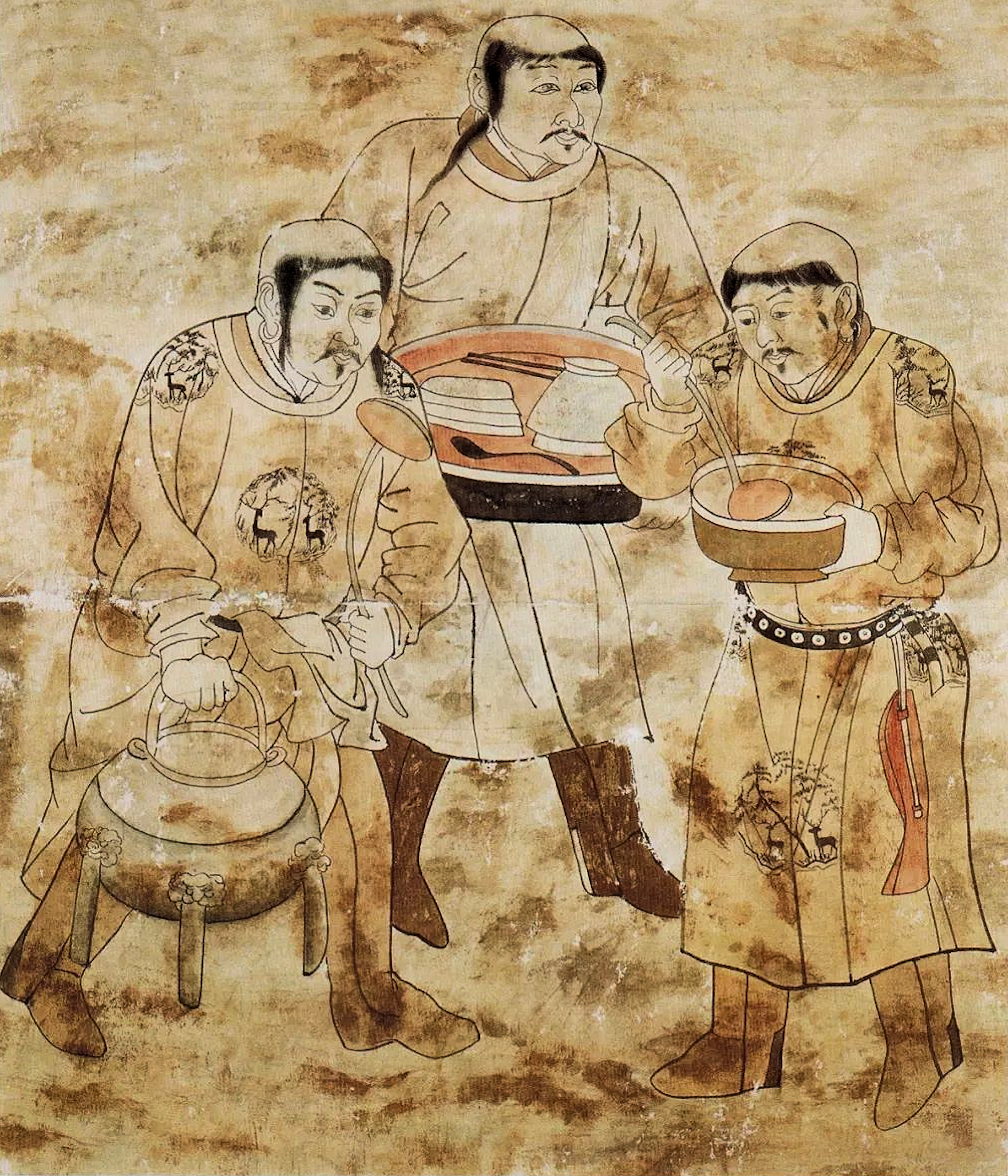
Fresque murale d'une tombe Khitane, Chifeng, Mongolie-Intérieure.

En 1124, Yelü Dashi s'enfuit vers le nord-ouest et établit son quartier général dans la garnison militaire de Kedun (Zhenzhou), située sur les rives de l'Orkhon. Dashi s'assure l'allégeance des 20 000 soldats de la garnison et se proclame Gur khan (le khna lac) c'est-à-dire khan universel. En 1129, il conquiert deux tribus Jin, puis en 1130, il conduit son armée plus à l'ouest à la recherche de nouveaux territoires. En 1131, il attaque les Qarakhanides à Kachgar mais est repoussé,. Il revient ensuite en 1134 et conquiert la ville Qarakhanide de Balasagun (dans l'actuel Kirghizistan), ce qui lui permet de vassaliser les peuples voisins, à savoir les Kankalis, les Karlouks, les Kirghizes et le Royaume ouïghour de Qocho. En 1137, il bat les Qarakhanides de l'Ouest près de Khodjent et annexe Ferghana et Tachkent. L'armée de Yelü Dashi est alors renforcée par 10 000 Khitans qui étaient auparavant sujets des Qarakhanides. Grâce à ces renforts, il conquiert ensuite Kachgar, Hotan et Beshbalik,.

### Bataille de Qatwan
Face à la menace des Kara-Khitans, le souverain Qarakhanide Muhammad II (1102 – 1130) demande de l'aide à son suzerain, le Sultan Seldjoukide Ahmad Sanjar. En 1141, Sanjar et son armée arrivent à Samarcande. De leur côté, les Khitans ont été invités par les Khwarezmiens, qui sont également des vassaux de Sanjar, à conquérir les terres des Seldjoukides et répondent à un appel des Karlouks qui sont impliqués dans un conflit avec les Qarakhanides et les Seldjoukides.
Selon les sources qui rapportent le déroulement de la bataille, l'armée des Khitans compte entre 20 000 à 700 000 soldats, contre 100 000 hommes pour les Seldjoukides,,. Il faut préciser que, si de nombreuses sources musulmanes suggèrent que les forces khitannes sont beaucoup plus nombreuses que celles des Seldjoukides, certains auteurs musulmans contemporains indiquent que la bataille voit s'opposer deux armées de taille égale. Les Khitans auraient également reçu un renfort de 30 000 à 50 000 cavaliers Karlouks.
La bataille de Qatwan a eu lieu dans la steppe de Qatwan, au nord de Samarcande, le 9 septembre 1141,. Les Khitans attaquent les forces seldjoukides de toute part, les encerclent et forcent le centre de l'armée seldjoukide à se réfugier dans un wadi appelé Dargham, à environ 12 km de Samarcande. Totalement encerclée, l'armée seldjoukide est détruite et Sanjar s'échappe de justesse. Le nombre de morts varie de 11 000 à 100 000 selon les sources. Parmi les prisonniers fait par les Khitans lors de la bataille, on trouve des commandants militaires seldjoukides et l'épouse de Sanjar. La défaite des Seldjoukides entraîne la perte de toute la Transoxiane au profit des Khitans.f
Après sa victoire, Yelü Dashi passe 90 jours à Samarcande, acceptant la loyauté des nobles musulmans et nommant le frère de Mahmoud, Ibrahim, nouveau souverain de Samarcande. Dashi permet à la famille musulmane des Burhan de continuer à régner sur Boukhara. En 1142, Dashi envoie Erbuz piller le Khwarezm, ce qui oblige le Chah Atsiz à accepter de payer un tribut annuel de 30 000 dinars.

### Extension territoriale
En 1143, le Khanat des Kara-Khitans englobe un territoire à peu près équivalent à l'actuelle province du Xinjiang, au Kirghizistan, à l'Ouzbékistan, au Tadjikistan et au sud du Kazakhstan. La région autour de Balasagun, la capitale, est sous l'autorité directe de l'empire. Autour d'elle se trouvent les royaumes sujets/vassaux de Qocho, des Qarakhanides de l'est et de l'ouest, le Khwarazem et les tribus Karloukes. Sa frontière occidentale est définie par l'Amou-Daria, mais les Khitans sont actifs au Khorassan jusque dans les années 1180, tandis que Balkh reste sous leur domination jusqu'en 1198. Au nord, ils sont frontaliers des Ienisseï kirghize, qui vivent au nord du Lac Balkhach, jusqu'en 1175, date à laquelle ils se retirent plus au sud. La frontière méridionale des Khitai s'étend de Balkh à Hotan et Hami. À l'est, les limites de l'empire sont difficiles à définir, mais les Khitans exercent une certaine souveraineté sur les Naïmans, qui vivent à l'est des monts de l'Altaï, jusqu'en 1175.

### Conflits avec les Jin
Pendant qu'il est en train de conquérir l'Asie centrale, Dashie envoie des troupes à l'est pour attaquer les Jin et reprendre le territoire des Liao, mais en vain, cette tentative se soldant par une défaite désastreuse en 1134,,. Si, au début de son règne, Yelü Dashi espère reprendre le contrôle du nord de la Chine,, cette défaite lui permet de comprendre rapidement la faiblesse relative de son empire face à celui des Jürchens et il abandonne son projet. Malgré cela, les Liao occidentaux continuent à défier la suprématie Jin en 1146, et envoient des éclaireurs et de petites unités militaires contre les Jürchens en 1156, 1177, 1185, 1188. Cela indique que, pendant les deux premières générations, les Kara-Khitans continuent a caresser des espoirs de reconquête de la Chine du Nord.

### Xiao Tabuyan (r. 1143-1150)

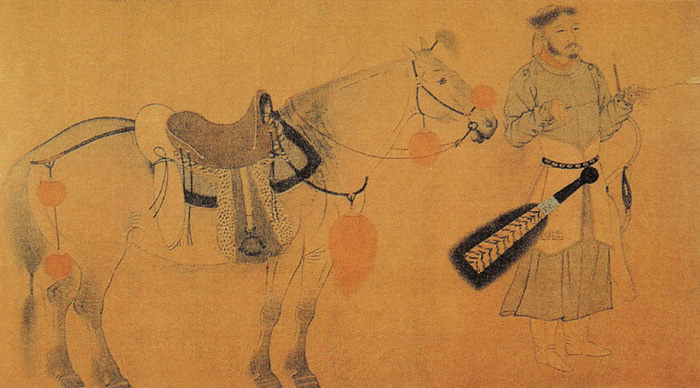
Cavalier Khitan.

À la mort de Yelü Dashi, son épouse et cousine paternelle, Xiao Tabuyan (1143-1150), devient la régente de leur fils. Durant cette régence, elle utilise les titres honorifiques d'impératrice Gantian, de Gurkhan et de Dashi. Ses successeurs conservent les titres de Gurkhan et de Dashi. Alors que l'Histoire des Liao affirme que Tabuyan n'est qu'une simple régente, les sources musulmanes affirment qu'elle détient un pouvoir illimité au sein du Khanat, comme l'impliquent ses titres.
Profitant de la mort de Dashi, les Oghuz envahissent Boukhara mais sont probablement chassés avant 1152, alors qu'ils se trouvent à Khuttal et Balkh. En 1143, Ahmad Sanjar attaque le Khwarazem et occupe le Khorassan. Mais, même si Atsiz redevient un sujet des seldjoukide, il continue en pratique à payer un tribut aux Kara-Khitans. Selon l’historien arabe Ibn al-Athîr, si Atsiz a été épargné malgré sa trahison, c'est uniquement parce que Sanjar craint les Khitans. Sanjar a peut-être également repris le contrôle de la Transoxiane jusqu'à sa mort, comme le suggère une pièce de monnaie de 1148 frappée à Boukhara. En 1144, le royaume de Qocho verse un tribut aux Jin. Ces derniers envoient un messager nommé Niange Hannu au Kara-Khitans. Lorsqu'il rencontre Tabuyan en 1146, il refuse de descendre de cheval en sa présence et proclame qu'il vient d'une cour supérieure en tant qu'émissaire du Fils du Ciel et lui demande de se soumettre à la cour des Jin. Lorsqu'il la menace en disant que les Jin sont prêts à envoyer une armée pour envahir les terres des Khitans, l'impératrice le fait exécuter. Son sort n'est connu des Jin qu'en 1175, grâce à des déserteurs du Khanat Kara-Khitans venu se réfugier en Chine.

### Yelü Yilie (r. 1150-1163)
Yelü Yilie, le fils de Yelü Dashi, règne à titre personnel de 1150 à 1163. Selon l'Histoire des Liao, sa seule action marquante durant ses 13 ans de règne est le recensement des personnes âgées de plus de 18 ans vivant au sein de l'empire. Au total, ce sont 84 500 ménages qui sont recensés. Ce petit nombre, inférieur aux 100 000 foyers de Samarcande à l'époque pré-mongole, est probablement dû au fait que la région ou a lieu ce recensement est limitée géographiquement à Balasagun et à la zone environnante que les Khitans gouvernent directement. On ne sait pas si la population sédentaire a été prise en compte dans ce recensement.
Sous le règne de Yilie, les Oghouzes se rebellent contre Ahmad Sanjar au Khorasan. Les Khitans en sont au moins partiellement responsables, car ils déplacent les Oghouzes en Transoxiane et les envoient à Balkh, où ils sont lourdement taxés par Sanjar, qui cherche à compenser les pertes qu'il a subi à la bataille de Qatwan. La rébellion des Oghouzes est provoquée par le gouverneur de Balkh, l'émir Qumach, qui avait obtenu le soutien de ces derniers contre les Ghorides en 1152. Cependant, les Oghouzes font défection au profit des Ghorides, leur permettant d'occuper temporairement Balkh. Après avoir repris la ville, Qumach augmente la charge fiscale des Oghouzes. En 1153, les Oghuz tuent un collecteur d'impôts seldjoukide et Qumach riposte en les attaquant. Dans le conflit qui s'ensuit, Qumach et ses fils sont tués, tandis que Sanjar est vaincu et capturé. Les Oghouzes pillent le Khorassan tandis que Sanjar s'évade en 1156 mais ne parvient pas à restaurer son autorité sur les Seldjoukides et leurs vassaux. Il meurt l'année suivante.
Rien ne prouve que les Khitans ont été directement impliqués dans le conflit au Khorassan ; mais a cette même période, tous les chefs turcs leur versent un tribut pour s'attirer leurs faveurs. Le manque d'implication des Khitans dans cette révolte est peut-être dû aux tensions entre eux et les Jin dans l'est du Khanat. En 1156, une armée Jin dirigée par Po Longdun rencontre un groupe de plusieurs centaines de pillards Kara-Khitans à Kedun. Les Khitans se retirent après des négociations. En 1161, les Khitans encore présents dans les territoires contrôlés par les Jin se rebellent. Saba, l'un des chefs de cette révolte, prévoit de rejoindre les Kara-Khitans, mais il est tué par Yelü Wowo, un autre chef Khitan, qui se proclame nouvel empereur des Khitans. Wowo est tué par les Jurchens en 1163.
Si leur implication dans la rébellion des Oghouzes reste floue, il est certain que les Kara-Khitans jouent un rôle clé dans un conflit entre leurs vassaux : les Qarakhanides, le Khwarazem et les Karloukes. Au début de l'année 1156, les Karloukes tuent Ibrahim Tabghach Khan, le souverain des Qarakhanides de l'Ouest. Son fils Mahmud lui succède pendant un an avant que le frère d'Ibrahim, Ali Chaghri Khan, ne prenne le pouvoir. Ali veut venger son frère et, peu après son accession au pouvoir, il tue l'un des chefs Karloukes. Au début de l'année 1156, les Karloukes s'enfuient au Khwarazem et demandent de l'aide à son souverain, Il-Arslan. Ce dernier répond favorablement à leur demande et envoie une armée attaquer Samarcande, la capitale des Qarakhanides de l'Ouest. Ali demande alors de l'aide à son suzerain, Yelü Yilie, qui réagit en demandant au souverain des Qarakhanides de l'Est de venir en aide à Ali. Les Qarakhanides de l'Est répondent à cette demande en envoyant 10 000 cavaliers pour renforcer les défenses de Samarcande, mais les troupes khwarazmiennes sont tellement nombreuses qu'engager le combat serait trop hasardeux en termes de résultats. Finalement, une trêve est conclue avec l'aide de dignitaires religieux. Les Karlouks se réinstallent là où ils vivaient avant de fuir vers le Khwarazem et Il-Arslan se replie avec ses soldats. Les Karlouks continuent de causer des problèmes aux souverains de Samarcande jusqu'à ce que les Kara-Khitans ordonnent aux Qarakhanides de l'Ouest de les chasser de Boukhara et de Samarcande jusqu'à Kachgar. Mas'ud Tabghach Khan, le frère d'Ibrahim, en profite pour expurger la Transoxiane des Karlouks.

### Yelü Pusuwan (r. 1164–1177)
Yelü Pusuwan (r. 1164-1177) est explicitement choisie par son frère, Yelü Yilie, pour lui succéder. Connue sous le nom d'impératrice Chengtian, Pusuwan recentre l'attention des Kara-Khitans vers l'ouest. En 1165, les Kara-Khitans participent à l'invasion par Mas'ud Tabghach Khan de Balkh et Andkhoi, deux villes contrôlées par les Oghouzes. À la suite de cette guerre, Balkh tombe sous le contrôle des Kara-Khitans jusqu'en 1198. En 1172, les Khitans traversèrent l'Amou-Daria pour attaquer le Khwarazem, à la suite d'un défaut de versement du tribut par Il-Arslan. Ce dernier tombe malade alors qu'il est en route pour combattre les Khitans et laisse un commandant karlouk diriger ses troupes tandis qu'il reste en arrière. L'armée khwarazmienne est battue à plate couture et Il-Arslan retourne au Khwarazem où il meurt en mars 1172. Cependant, malgré cette victoire, les Khitans n'imposent aucun nouveau tribut au Kharazem, peut-être parce que le butin amassé lors de leur victoire leur suffit.
La mort d'Il-Arslan entraîne une lutte de succession entre ses deux fils, et les Kara-Khitans y sont très rapidement impliqués. Le fils cadet, Jalal-ud-Din Sultan-Shah, est intronisé avec l'aide de sa mère, Terken Khatun, qui règne en son nom. Le fils aîné, Ala ad-Din Tekish, se réfugie à la cour des Kara-Khitans et leur demande de l'aider à devenir le nouveau souverain du Khwarazem, en échange d'une part de ses trésors et d'un tribut annuel. Pusuwan répond favorablement à sa demande et envoie une puissante armée commandée par son mari, Xiao Duolubu, marcher sur le Khwarazem pour soutenir les revendications au trône de Tekish. Sultan Shah et sa mère s'enfuient du Khwarazem et Tekish est intronisé le 11 décembre 1172. Terken Khatun demande de l'aide à Mu'ayyid al-Din Ai-Aba, l'émir de Nishapur, qui accepte et entre en guerre contre le Kwarazem. Malheureusement pour Ai-Aba, son armée est vaincue par les forces de Tekish et il est lui-même capturé et exécuté au Khwarazem en juillet 1174,. Sultan Shah et sa mère s'enfuient alors au Dehistan, mais Tekish les suis, conquiert la région et met à mort Terken Khatun. Sultan Shah s'enfuit de nouveau et va se réfugier auprès de Tughan Shah, le fils de Mu'ayyid, à Nishapur, puis auprès des Ghorides.
Bien qu'il leur doive sa couronne, Tekish se brouille rapidement avec les Kara-Khitans, car il trouve le comportement de leurs émissaires insultant et leurs exigences supérieures à l'accord initial. Au milieu des années 1170, Tekish tue le chef des émissaires, qui fait partie de la famille royale Kara-Khitane, et ordonne aux notables Khwarazmiens (les "ayan") de tuer tous les Kara-Khitans qui entrent au Khwarazem. Pusuwan réagit en convoquant Sultan Shah, qui a déjà pris contact avec la cour des Kara-Khitans après avoir compris que les Ghorides ne lui seront d'aucun secours. Comme elle l'avait fait pour Tekish, elle envoie une puissante armée commandée par son mari, Xiao Duolubu, marcher sur le Khwarazem, cette fois-ci pour soutenir les revendications au trône de Sultan Shah et évincer Tekish.
Pendant le conflit avec le Khwarazem, les Kara-Khitans doivent également faire face à des rébellions de tribus qui éclatent au nord et à l'est de leur territoire. Au début des années 1170, l'impératrice envoie un gendre impérial nommé Abensi mettre fin à la révolte des Yebulian et d'autres tribus du nord. Mais Abensi ne parvient pas à les vaincre et le conflit dure jusqu'en 1175. La même année, les Naimans et les Kangly se rendent aux Jin. En 1177, les Kara-Khitans envoient des espions sur le territoire des Jin, qui s'en aperçoivent rapidement et ripostent en déplaçant les Khitans du nord-ouest vers le nord-est de leur Empire, soit le plus loin possible des Kara-Khitans. En outre, le marché frontalier de Suide est fermé par crainte qu'il ne soit utilisé comme plaque tournante par les espions.
Pendant l'absence de son mari, Pusuwan tombe amoureuse du frère de ce dernier, Xiao Fuguzhi. Elle projette de se débarrasser de son mari pour passer plus de temps avec son nouvel amour, mais son beau-père, Xiao Wolila, a vent de ses plans et organise un coup d'État : il encercle le palais avec ses troupes puis fait tuer son fils et l'impératrice.

### Yelü Zhilugu (r. 1177-1211)

#### Guerre avec le Khwarazem
Après son coup d'État, Xiao Wolila installe Yelü Zhilugu (r. 1178-1211), le second fils de Yelü Yilie, sur le trône.
Au moment de l'accession au trône de Zhilugu, l'armée envoyée par feu l'impératrice attaquer le Khwarazem et renverser Tekish est toujours en route, et elle est toujours sous le commandement de Xiao Duolubu, le mari de la défunte et Sultan Shah. Tekish réussit à stopper l'avancée des Kara-Khitans en rompant les digues de l'Amou-Daria pour provoquer une inondation qui leur barre la route. Xiao Duolubu décide de battre en retraite, mais Sultan Shah lui offre une forte somme pour qu'il lui laisse une partie de ses troupes. Ces soldats participent à la guerre que même Sultan Shah contre les Oghouzes au Khorasan et, en 1181, ils lui permettent de s'emparer de Merv, Sarakhs, Nasa et Abiward.
La même année, les Coumans de Qara Ozan Khan, qui a conclu une alliance matrimoniale avec Tekish, attaquent Talas en plein territoire Kara-Khitans. L'année suivante, en 1182, Tekish attaque Boukhara. Les relations entre le conquérant et les habitants de la ville ne semblent pas très bonnes, car, d’après les dires de Tekish, ils préfèrent être sous la domination de non-croyants, les Khitans, plutôt que la sienne, un souverain musulman. Si Tekish fini par s'emparer de la ville, on ne sait pas combien de temps il en garde le contrôle. L'absence de références temporelles précises et la description dédaigneuse qu'il livre de son séjour, qualifié d'« affaires en Transoxiane », impliquent probablement une présence de courte durée. Toujours est-il qu'en 1193, Boukhara est à nouveau gouvernée par le vassal Qarakhanide des Kara-Khitans, comme le prouve le fait qu'à cette date, le  le sadr de Boukhara chante les louanges d'Ibrahim Arslan Khan, le souverain Qarakhanide.
La guerre au Korashan entre Tekish et son frère Sultan Shah se poursuit jusqu'en 1193, date de la mort de Shah. Bien que Tekish ait pris des précautions pour protéger l'Amou-Daria contre un éventuel retour des Khitans pendant le conflit, ces derniers n'ont pas lancé de nouvelle expédition militaire après l'échec de celle de Xiao Duolubu. Il est probable qu'un rapprochement entre Tekish et la cour des Kara-Khitans ait eu lieu avant 1194, ou au plus tard avant 1198, lorsque ces derniers aident Tekish contre les Ghorides. La cessation des hostilités est probablement passée par un accord financier, car plusieurs sources musulmanes affirment que Tekish paye consciencieusement un tribut aux Khitans et ordonne à son fils de continuer à le faire.

#### Conflit avec les tribus
À l'est, des rapports d'espionnage de la dynastie Song indiquent de manière vague que les Kara-Khitans ont tenté de s'allier à la dynastie Tangoute des Xia occidentaux pour attaquer les Jin en 1185. Bien que cette tentative n'aboutisse pas, les Jin prennent manifestement la menace des Khitans au sérieux. En 1188, Wanyan Xiang, un haut fonctionnaire Jin, à son retour d'une mission de collecte de tributs parmi les tribus du nord, présente à l'empereur une carte et un programme détaillé visant à empêcher leurs sujets de faire défection au profit des Kara-Khitans. En récompense de son initiative, Wanyan Xiang est promu. En 1190, l'une des tribus soumises au Kara-Khitans se rend aux Jin, ce qui pourrait être le résultat de cette nouvelle politique.
Au début des années 1190, Toghril, le khan des Kéraït, se réfugie chez les Khitans, à la recherche d'un soutien militaire après avoir été évincé par sa propre famille. Comme il n'obtient aucun soutien, Toghril retourne en Mongolie en 1196 pour demander l'aide de Temüjin, puis conclu une alliance avec les Jin en 1197, ce qui lui vaut son autre titre, Ong Khan.

#### Guerre avec les Ghorides
En 1198, Muhammad Ghûrî, l'un des souverains Ghorides, s'empare de Balkh au détriment d'un vassal des Khitans. Tekish, qui est également en conflit avec les Ghorides, profite de la situation pour exhorter les Kara-Khitans à ne pas laisser passer cette occasion, car l'autre souverain Ghoride, Ghiyath al-Din Muhammad (en), tente de s'emparer du Khwarazem et de la Transoxiane. Les Kara-Khitans répondent favorablement à sa demande et envahissent les terres Ghorides situées autour de Kurzuban, un citée située à proximité de l'actuelle ville de Tâloqân. Ils sont d'abord victorieux, tuant et capturant de nombreux soldats Ghorides, mais ils sont surpris par une attaque nocturne et subissent une cuisante défaite lorsque les renforts de Ghiyath al-Din arrivent au matin, laissant 12 000 morts sur le champ de bataille. Les Kara-Khitans se tournent vers Tekish pour obtenir une compensation pour les dommages subis et envoient Xiao Duolubu au Khwarazem pour collecter l'argent. Tekish réagit en demandant de l'aide aux Ghorides. Ghiyath al-Din accepte de contribuer au dédommagement, à condition que Tekish offre son obéissance au calife et restitue les territoires pris précédemment par les Qara Khitai. En conséquence, le Khwarezm réussit à fournir une sorte de compensation aux Kara-Khitans pour les pertes qu'ils ont subies en combattant les Ghorides, en utilisant des fonds Ghorides. Tekish meurt en 1200 et son fils Ala ad-Din Muhammad devient le nouveau Chah du Khwarezm. Il commence son règne en tant que tributaire des Kara-Khitans.
Les Ghorides profitent de la mort de Tekish pour conquérir certaines parties du Khorasan, dont Merv et Sarakhs, où ils installent Hindu Khan, un neveu de Muhammad, comme nouveau dirigeant et vassal. En septembre 1201, Muhammad marche sur Merv. Hindu Khan tente de s'échapper pour rejoindre les Kara-Khitans, mais il est tué avant de les atteindre. Le conflit au Khorasan entre Muhammad et les Ghorides se poursuit pendant plusieurs années. En 1204, Muhammad Ghûrî change de tactique et attaque directement le Khwarazem. Muhammad retourne précipitamment dans son domaine, ouvre les digues et brûle les prairies afin de ralentir l'avancée des Ghorides. Mais cela ne suffit pas et les troupes khwarazmiennes subissent une lourde défaite contre les Ghorides, près d'un canal, à l'est d'Ourguentch. Muhammad survit à la bataille et s'enfuit en direction des territoires des Kara-Khitans. Ces derniers réagissent en envoya à son secours une armée de 10 000 ou 40 000 hommes commandée par Tayangu et deux souverains Qarakhanides : Uthman ibn Ibrahim et son cousin Taj al-Din Bilge Khan, le dirigeant d'Otrar. Lorsqu'ils apprennent l'arrivée de ces renforts, les Ghorides se retirent vers le sud.
Le déroulement des événements qui suivent la retraite des Ghorides n'est pas très clair : 
- Selon la première version, les Ghorides sont poursuivis par les forces khwarazmiennes jusqu'à ce qu'ils tombent aux mains des Kara-Khitans.
- La seconde version veut que les Ghorides commencent par remporter une victoire contre les Khitans avant d'être vaincu à cause de leur épuisement.
- Enfin, si l'on en croit la troisième version, les Ghorides divisent leurs forces alors qu'ils fuient l'armée khwarazmienne et les Khitans les rattrapent dans le désert. Les Kara-Khitans attaquent alors les Ghorides avec 20 000 cavaliers en bénéficiant d'un vent violent qui souffle dans leur dos et gêne les Ghorides, qui sont vaincus.

Par contre, toutes les versions des événements s'accordent sur le fait que les Khitans ont poursuivi les Ghorides jusqu'à Andkhud, un village situé entre Merv et Balkh, où Muhammad Ghûrî se réfugie dans un château. Alors que les Kara-Khitans s'apprêtent à le capturer, Uthman intervient et négocie la reddition des Ghorides. Cet acte est attribué à une forme de solidarité entre les chefs musulmans. Selon un récit, Uthman conseille aux Ghorides de faire entrer et sortir leurs troupes du château pendant la nuit, pour donner l'impression que des renforts arrivent, renforçant ainsi leur position dans les négociations. Tayangu et les Kara-Khitans acceptent de laisser partir Muhammad Ghûrî en échange d'une rançon. Le montant exact de cette rançon est plutôt flou ; certaines sources indiquant qu'il correspond à la totalité de ce que Muhammad Ghûrî a en sa possession, tandis que d'autres indiquent un montant beaucoup plus modeste, à savoir un éléphant et une somme d'argent. Les Ghorides gardent la ville de Balkh et l''Amou-Daria devient la frontière officielle entre les deux royaumes.
Mais la paix ne dure qu'un temps et Muhammad Ghûrî revient quelque temps plus tard pour se venger des Khitans. Au cours de l'été 1205, le vice-roi ghoride de Balkh s'empare de Termez et détruit une armée Kara-Khitane qui y était stationnée. Le souverain Ghoride planifie la construction d'un pont sur l'Amou-Daria afin de faciliter l'invasion de la Transoxiane par ses troupes, mais avant que son projet ne se concrétise, il est tué le 13 mars 1206 et l'invasion Ghoride prend fin.

#### Montée en puissance du Khwarazem
Après la mort du souverain Ghoride, Ala ad-Din Muhammad convainc le gouverneur de Tirmidh de se rendre et rend la ville aux Kara-Khitans. En retour, ces derniers reconnaissent la suzeraineté des Khwarezmchahs sur l'ensemble du Khorassan.
Muhammad interprète la reconnaissance de ses revendications par les Khitans comme un signe de faiblesse et attend la première occasion pour se rebeller contre eux et s'emparer de la Transoxiane. L'occasion se présente en 1207, lorsque Sanjar, le fils d'un fabricant de boucliers, se révolte contre les dirigeants locaux à Boukhara. Les représentants de la famille Burhan, qui sont chargés de la collecte des impôts, demandent l'aide de la cour des Kara-Khitans. Ces derniers réaffirment leur soutien à la famille Burhan, mais n'offrent aucune aide concrète. Face à l'absence de réaction des Khitansi, les notables de Boukhara et de Samarcande demandent de l'aide à Muhammad II. Avant de défier les Khitans, le souverain du Kwarazem se prépare en établissant un compromis avec les Ghorides, au prix de quelques concessions, et en s'assurant l'aide du souverain Qarakhanide Uthman ibn Ibrahim, qui a pris le refus des Khitans de lui accorder une princesse royale en mariage comme une insulte.
En 1207, Muhammad II entre à Boukhara et exile Sanjar au Khwarazem. Les Khitans réagissent en envoyant une armée pour le combattre. La guerre se poursuit pendant un certain temps, avant que Tort-Aba, le représentant du khwarazem à Samarcande, et l'isfahbad de Kabud-Jama, au Tabarestan, ne fassent défection au profit des Khitans. Les deux camps battent en retraite, mais les Kara-Khitans en profitent pour faire de nombreux prisonniers. Selon certains récits, Ala ad-Din Muhammad aurait même été fait prisonnier à un moment donné, mais n'ayant pas été reconnu il aurait été relâché.
Pendant l'absence de Muhammad, son frère Ali Shah, qui occupe le poste de vice-roi au Tabaristan, et Kozli, le commandant de Nishapur, tentent de prendre le pouvoir et de devenir les souverains du Khorassan. Lorsque Muhammad revient, Kozli et son fils s'enfuient, ce qui ne les empêche pas d’être tué peu de temps après. Ali Shah a plus de chance et réussi à s'enfuir à Firuzkuh. Muhammad reprend la main et rétablit son contrôle sur le Khorassan en conquérant Herat et Firuzkuh en 1208-1209 (la date exacte est inconnue). À la suite de ces conquêtes, Ali Shah est finalement exécuté. Le Khwarazem recommence à payer un tribut aux Khitans en 1209-10, alors que Muhammad prépare une campagne contre les Coumans. Ne voulant pas rompre les relations avec Khitans à un moment aussi crucial, le Chah laisse sa mère s'occuper de la question du tribut. Cette dernière accueille les émissaires des Khitans avec beaucoup de respect. Cependant, Mahmud Tai, le principal vizir des Khitans, n'est pas convaincu et rapporte qu'il est peu probable que Ala ad-Din Muhammad ait payé à nouveau un tribut.
Vers la fin de la période, Muhammad étend ses possessions vers le sud et le Kwarezem prend le nom d'Empire khwarezmien. Il garde ce rang jusqu'à sa conquête par les Mongols en 1220, soit deux ans après celle des Kara-Khitans.
Dans le sud, les vassaux Qarakhanide des Khitans sont peu impliqué dans ces changements, car ils sont engagés dans divers conflits avec les Kara-Khitans, le Khwarezm, les Ghorides et aussi internes entre les diverses factions Qarakhanides.

#### Rébellions dans l'est
En 1204, les Kara-Khitans répriment des rébellions qui éclatent à Khotan et Kachgar. En 1209, c'est au tour du royaume de Qocho de se rebeller, le représentant du pouvoir impérial Kithan étant poursuivi dans un bâtiment élevé où il est mis à mort. Le souverain ouïghour, Barchuq Art Tegin, rapporte l'incident aux Kara-Khitans ; mais à ce moment-là, les habitants de Qocho ont déjà commencé à faire défection au profit des Mongols. Lorsque les messagers de Gengis Khan arrivent à Qocho, le souverain ouïghour prend acte de la situation et fait allégeance au khan mongol. Gengis donne sa fille en mariage à Barchuq, en échange de sa présence à la cour et du versement d'un important tribut. Fin 1209 ou début 1210, lorsque des réfugiés Merkit arrivent à Qocho, Barchuq les attaque et les chasse. Il s'empresse de rapporter son comportement loyal au Khan, en l'accompagnant d'un tribut. En 1211, l'Idiqut ouïgour eut une audience avec Gengis sur la rivière Kerulen. La même année, un autre vassal des Khitans, Arslan, le Khan des Karlouks, fait sa soumisssion aux Mongols.

### Usurpation du pouvoir par Kütchlüg et chute du Khanat
En 1208, un prince Naïman du nom de Kütchlüg fui son pays après avoir été vaincu par les Mongols. Kuchlug est accueilli par les Khitans et est autorisé à épouser la fille de Zhilugu. Cependant, en 1211, Kütchlüg se révolte et capture Yelü Zhilugu alors que ce dernier est en train de chasser. Zhilugu est autorisé à rester le souverain officiel des Khitans, mais il n'a plus aucun pouvoir et n'est que l'homme de paille de Kütchlüg. Il meurt deux ans plus tard, et de nombreux historiens considèrent la date de sa mort comme étant celle de la fin de l'empire Kara-Khitans. En 1216, Gengis Khan envoie une armée commandée par son général Djebé dans le territoire Khitan pour s'emparer de Kütchlüg. Ce dernier s'enfuit, mais en 1218, il est finalement capturé et décapité et, dès 1220, les Mongols achèvent la conquête des anciens territoires Kara-Khitans.

### Conséquences

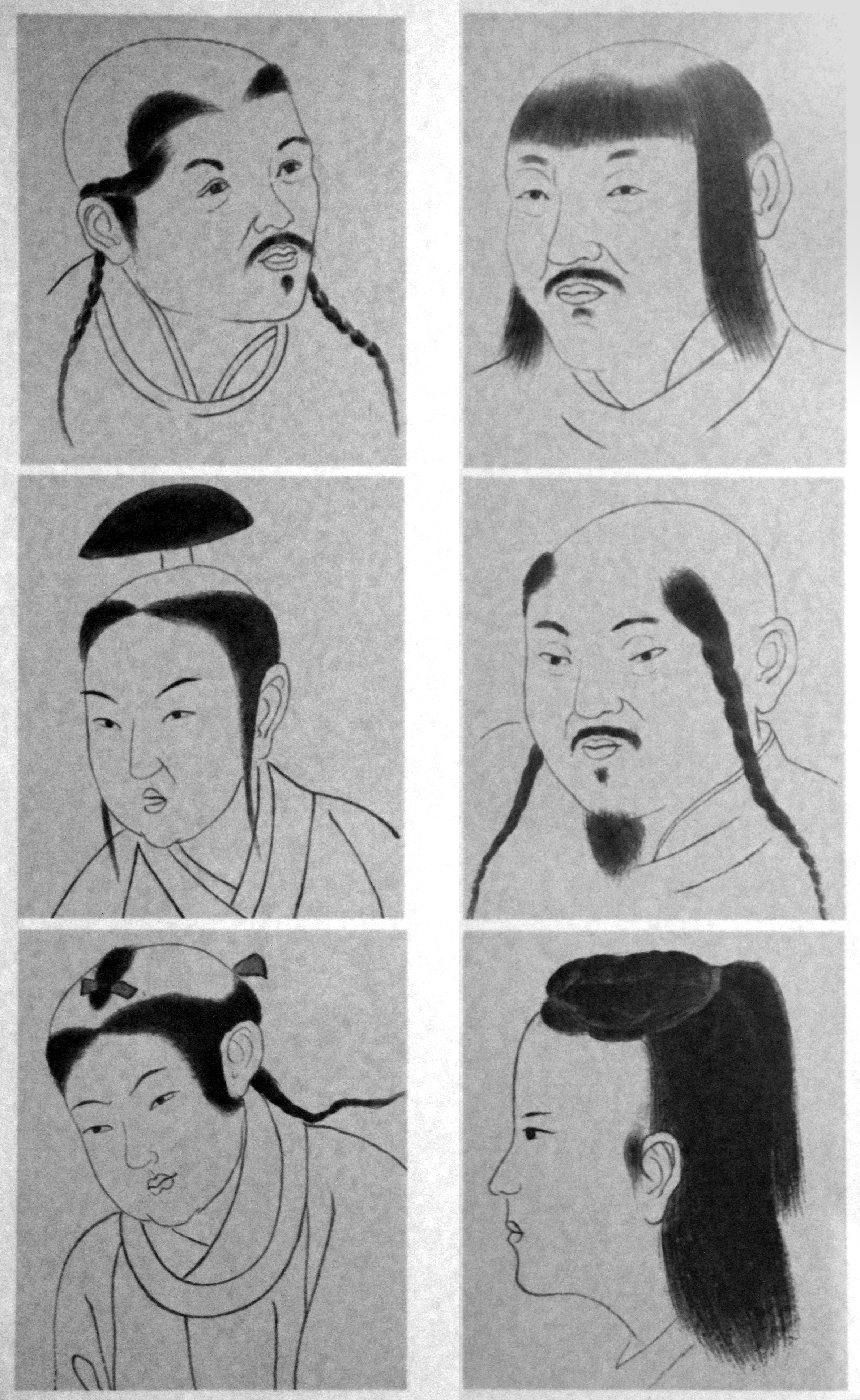
Coiffures khitanes selon des sources chinoises.

Les Kara-Khitans sont absorbés par l'Empire mongol ; une partie des troupes les Kara-Khitanes ayant déjà rejoint l'armée mongole qui luttait contre Kütchlüg. Une autre partie des Qara-Khitans part en exil dans la province méridionale de Kirman en Perse, dirigée par Buraq Hajib, qui y fonde la dynastie Qutlugh-Khanid. Vassaux de l'empire Mongol, puis de l'Ilkhanat, les Qutlugh-Khanid disparaissent en tant qu'entité pendant le règne de l'Ilkhan Öljaitü. Le reste du peuple Khitan est dispersé dans toute l'Eurasie au sein de l'armée mongole. Au XIVe siècle, ils commencent à perdre leur identité ethnique, mais on trouve des traces de leur présence, sous forme de noms de clans ou de toponymes, de l'Afghanistan à la Moldavie. Aujourd'hui, une tribu Khitane vit encore dans le nord du Kirghizistan.

## Administration
Les Khans Khitans règnent depuis leur capitale de Balasagun, située dans l'actuel Kirghizistan, et contrôlent directement la région centrale de l'empire. Le reste de leur Khanat se compose d'États vassalisés très autonomes, principalement le Khwarezm, les Karlouks, le Royaume ouïghour de Qocho, les Kankalis et les Qarakhanide de l'Ouest, de l'Est et de Fergana. Les Naïmans, arrivés tardivement, deviennent également des vassaux, avant de renverser les Khitans sous le commandement de Kütchlüg.
Les souverains Khitan réutilisent de nombreux éléments administratifs de la dynastie Liao, notamment l'usage d'une administration basée sur les principes confucéens et l'apparat impérial chinois. L'Empereur des Khitans adopte également le titre de Gurkhan, soit Khan universel. Les Khitans utilisent le calendrier chinois, conservent les titres impériaux et administratifs chinois, utilisent le système des ères de règnes, donnent à leurs empereurs des noms de temple et des noms posthumes, utilisent des pièces de monnaie de style chinois et envoient des sceaux impériaux à leurs vassaux. Bien que la plupart des titres administratifs Khitans soient dérivés du chinois, le Khanat adopte également des titres administratifs locaux, tels que tayangyu (turc) et vizir.
Mais même si la culture Khitane s'est largement sinisée, ils conservent malgré tout leurs anciennes coutumes, même en Asie centrale. Ils restent des nomades et conservent les vêtements traditionnels, ainsi que les pratiques religieuses, des Khitans de la dynastie Liao. L'élite dirigeante s’efforce de maintenir les mariages traditionnels entre le clan des rois Yelü et le clan des reines Xiao, et est très réticente à l'idée d'autoriser ses princesses à épouser des étrangers. Les Kara-Khitans pratiquent un mélange de bouddhisme et de religion khmite traditionnelle, qui inclut le culte du feu et des coutumes tribales, telles que la tradition de sacrifier aux dieux un bœuf gris avec un cheval blanc.
Il y a toutefois un point sur lequel les Kara-Khitans ont introduit un changement important par rapport aux Liao : leurs soldats touchent une solde.
Le Khanat regroupe une population diversifiée, très différente de ses dirigeants. La majorité de la population est sédentaire, même si la proportion des populations nomades augmente brusquement à la fin de l'empire, en raison de l'afflux de réfugiés Naimans. La majorité des sujets des Khitans sont musulmans, bien qu'une minorité significative pratique le bouddhisme et le nestorianisme. Bien que le Chinois et le Khitan soient les principales langues administratives, le persan et le ouïghour sont également utilisés.

## Association avec la Chine

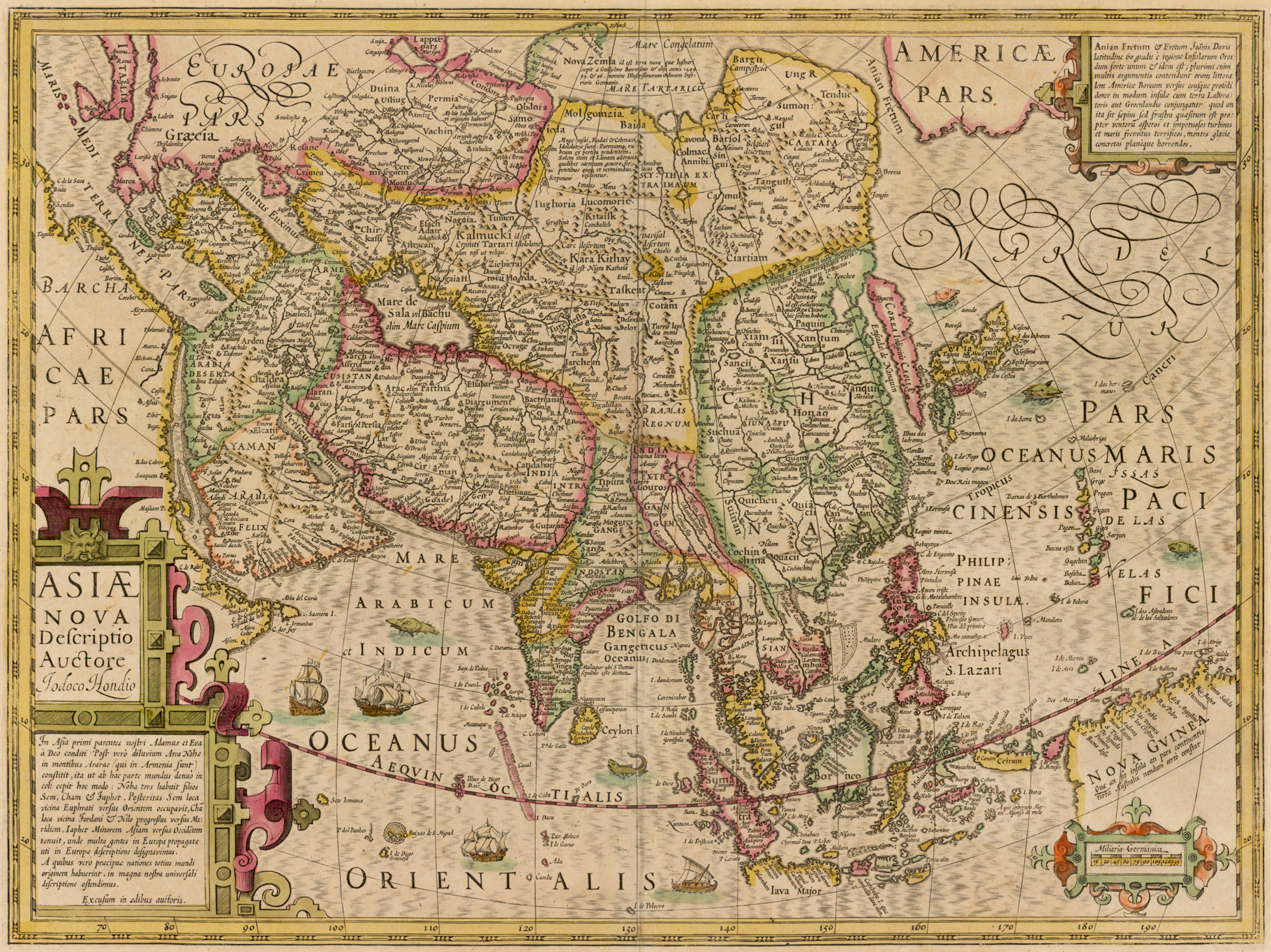
Les cartes européennes indiquent l'emplacement du pays de « Kara-Kithay », quelque part en Asie centrale, des siècles après l'effondrement du Khanat Kara-Khitans. Cette carte de Jodocus Hondius, datant de 1610, le situe au nord de Tachkent.

Dans l'historiographie chinoise, le Khanat Kara-Khitan est plus communément appelé le « Liao occidental » (西遼) et est considéré comme une dynastie chinoise orthodoxe, comme c'est le cas pour la dynastie Liao. L'histoire des Kara-Khitans est incluse dans l'Histoire des Liao, l'une des vingt-quatre Histoires, qui est compilée officiellement sous la dynastie Yuan par l'historien Toktogha (ᠲᠣᠭᠲᠠᠭᠠ) et son équipe.
Pour comprendre ce choix historiographique, il faut savoir qu'après la chute de la dynastie Tang, diverses dynasties d'origine ethnique non Han gagnent en prestige en se présentant comme étant la dynastie impériale légitime de la Chine. Les monarques Kara-Khitans perpétuent cet usage en utilisant le titre d'« Empereur de Chine“,, tout comme les Liao avant eux, et sont également appelés les ”Khan de Chīn». Ils utilisent ainsi « l'image de la Chine » pour légitimer leur règne auprès des diverses populations d'Asie centrale. L'empereur chinois, ainsi que les souverains turcs, arabes, indiens et romains byzantins, sont connus des écrivains islamiques comme étant les « cinq grands rois » du monde ; d'où l'intérêt pour les Khitan de récupérer à leur profit le prestige attaché à ce titre. Les Khan Khitans conservent les attributs d'un État chinois, tels que les pièces de monnaie chinoises, les titres impériaux chinois, le système d'écriture chinois, les tablettes et les sceaux. Ils utilisent également des produits chinois tels que la porcelaine, les miroirs, le jade et d'autres coutumes chinoises. L'adhésion aux traditions chinoises, a l'image des souverains de la Dynastie Liao, a été avancé comme explication de la non conversion à l'Islam des Kara-Khitans, alors que l'immense majorité de leurs sujets sont musulmans. Malgré un apparat et un mode de vie sinisé, il y a relativement peu de Chinois d'ethnie Han au sein de la population du Khanat. Ces Chinois Han sont les descendants de ceux qui vivaient à Kedun pendant la dynastie Liao et qui, en 1124, ont émigré avec les Khitans de Yelü Dashi, en même temps que d'autres peuples de Kedun, tels que des tribus Bohai, Jurchen et Mongoles, ainsi que d'autres Khitans n'appartenant pas au clan de la consort Xiao.
L'existence du Khanat sinisé des Kara-Khitans dans une région à majorité musulmane, a pour effet de renforcer l'opinion de certains auteurs musulmans pour lesquels l'Asie centrale est liée à la Chine, même si la dynastie Tang a perdu le contrôle de la région plusieurs siécles auparavant. Ainsi, Sharaf al-Zamān Ṭāhir al-Marwazī écrit que la Transoxanie est une ancienne région de la Chine, tandis que Fakhr al-Dīn Mubārak Shāh définit la Chine comme étant une partie du «Turkestan». Les villes de Balasagun et Kachgar sont également vue comme faisant partie de la Chine.

### Héritage
L'association du mot « Khitai » (Khitan en Chinois), avec la Chine signifie que la trace la plus durable de l'existence des Khitans est constituée par les noms qui en sont dérivés, tels que Cathay, qui est l'appellation latine médiévale de la Chine. Les noms dérivés de Khitai sont encore utilisés de nos jours pour désigner la Chine dans les langues russe, bulgare, ouzbek et mongole. Cependant, l'utilisation du nom Khitai par les locuteurs Truc vivant en Chine pour dire « Chine » ou « Chinois », comme les Ouïghours, est considérée comme péjorative par les autorités chinoises, qui ont tenté de l'interdire.

## Sceaux

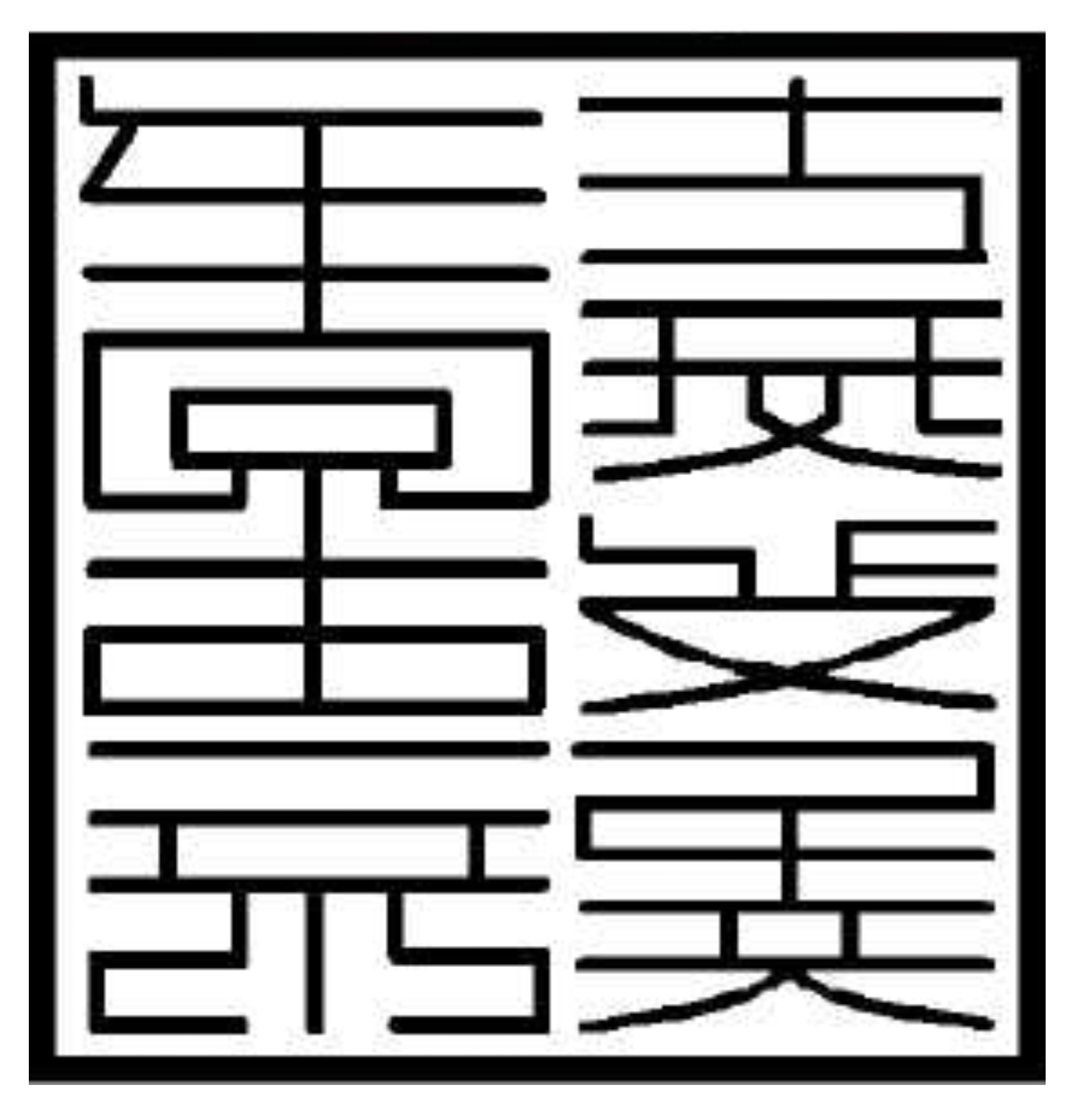
Une inscription en sur un sceau officiel de style chinois.

À l'automne 2019, un sceau en bronze de type chinois est découvert près d'un caravansérail situé à proximité du Plateau d'Oust-Ourt. Ce sceau pèse 330 grammes, mesure 50x52x13 millimètres et est équipé d'une poignée de 21 millimètres de hauteur. L'inscription du sceau est rédigée en grande écriture khitan (en) et contient 20 caractères. Il s'agit du premier sceau pouvant être attribué avec certitude à la période des Liao occidentaux, puisqu'il aurait été créé au cours du 3e mois de la vingtième année de l'ére Tianxi (soit l'année 1197 du calendrier grégorien), pendant le règne de l'empereur Yelü Zhilugu. La découverte de ce sceau indique également que le khanat des Kara-Khitans a adopté les pratiques administratives chinoises, puisque de tels sceaux sont couramment utilisés dans l'appareil gouvernemental de la Chine impériale.
Cependant, cette découverte ne permet pas de savoir si la réglementation sur les sceaux en vigueur chez les Kara-Khitans est la même qu'en Chine impériale et si la taille des sceaux des Liao occidentaux est standardisée ou non.

## Liste des empereurs Kara-Khitans
| Noms de temples (廟號 miàohào) | Noms posthumes (諡號 shìhào)                                                 | Noms de naissance                                        | Dates des règnes | Noms des ères de règne (年號 niánhào) accompagnées de leurs dates de début et fin |
| --- | ---------------------------------------------------------------------------- | -------------------------------------------------------- | ---------------- | --------------------------------------------------------------------------------- |
| Dezong (德宗 Dézōng) | Empereur Tianyou Wulie (天祐武烈皇帝 Tiānyòu Wǔliè Huángdì)                  | Yelü Dashi (耶律大石 Yēlǜ Dàshí ou 耶律達實 Yēlǜ Dáshí)1 | 1124–1144        | Yanqing (延慶 Yánqìng) 1124 ou 1125–1134 Kangguo (康國 Kāngguó) 1134–1144         |
| Aucun | Impératrice Gantian (感天皇后 Gǎntiān Huánghòu) (régente)                    | Xiao Tabuyan (en) (蕭塔不煙 Xiāo Tǎbùyān)                | 1144–1150        | Xianqing (咸清 Xiánqīng) 1144–1150                                                |
| Renzong (仁宗 Rénzōng) | Aucun                                                                        | Yelü Yilie (en) (耶律夷列 Yēlǜ Yíliè)                    | 1150–1164        | Shaoxing (紹興 Shàoxīng) ou Xuxing (Xùxīng 續興)2 1150–1164                       |
| Sans objet | Impératrice Douairière Chengtian (承天太后 Chéngtiān Tàihòu) (régente)       | Yelü Pusuwan (en) (耶律普速完 Yēlǜ Pǔsùwán)              | 1164–1178        | Chongfu (崇福 Chóngfú) 1164–1178                                                  |
| Aucun | Mozhu (末主 Mòzhǔ "Dernier Seigneur") ou Modi (末帝 Mòdì "Dernier Empereur") | Yelü Zhilugu (en) (耶律直魯古 Yēlǜ Zhílǔgǔ)              | 1178–1211        | Tianxi (天禧 Tiānxī ou Tiānxǐ 天喜)3 1178–1218                                    |
| Aucun | Aucun                                                                        | Kuchlug (屈出律 Qūchūlǜ)                                 | 1211–1218        |                                                                                   |
| 1 « Dashi » pourrait être le titre chinois “Taishi”, qui signifie “vizir”, ou pourrait signifier “pierre” en turc, comme le suggère la translittération chinoise. 2 On trouve sur des pièces datant de la période des Kara-Khitans récemment découvertes le Nianhao « Xuxing », ce qui suggère que le Nianhao « Shaoxing » mentionné dans les sources chinoises pourrait être incorrect. 3 On trouve sur des pièces datant de la période des Kara-Khitans récemment découvertes le Nianhao "Tianxi" (天喜), ce qui suggère que le Nianhao "Tianxi" (天禧) mentionné dans les sources chinoises pourrait être incorrect. |                                                                              |                                                          |                  |                                                                                   |